# 1er Mai (métro d'Alger)
Pour les articles homonymes, voir 1er mai (homonymie).
1er Mai est une station multimodale de la ligne 1 du métro d'Alger.

## Caractéristiques
La station 1er Mai est une station souterraine située à proximité de la station de Bus du même nom au sud de la place de la Concorde et au nord de la place El Mokrani.

## Sorties
- Sortie n°1 : Place de la Concorde
- Sortie n°2 : Station de bus ETUSA
- Sortie n°3 : Ministère de la jeunesse et des sports
- Sortie n°4 : Rue Mohamed Chekired
- Sortie n°5 : Rue Mohamed Belouizdad
- Sortie n°6 : Rue Ali Mellah (Parc)

## Correspondances
- ETUSA : Lignes 07, 10, 14, 15, 16, 19, 48, 65, 79, 88, 89, 90, 99[2].

## À proximité
- La place de la Concorde (anciennement place du 1er mai, Champ de Manœuvres)
- L'hôpital Mustapha Pacha
- Le centre Pierre et Marie Curie
- La Maison du Peuple
- Le quartier Belouizdad (anciennement Belcourt)
- La rue Hassiba Ben Bouali
- La piscine olympique du 1er mai
- Le marché Ali Mellah

## Galerie photos

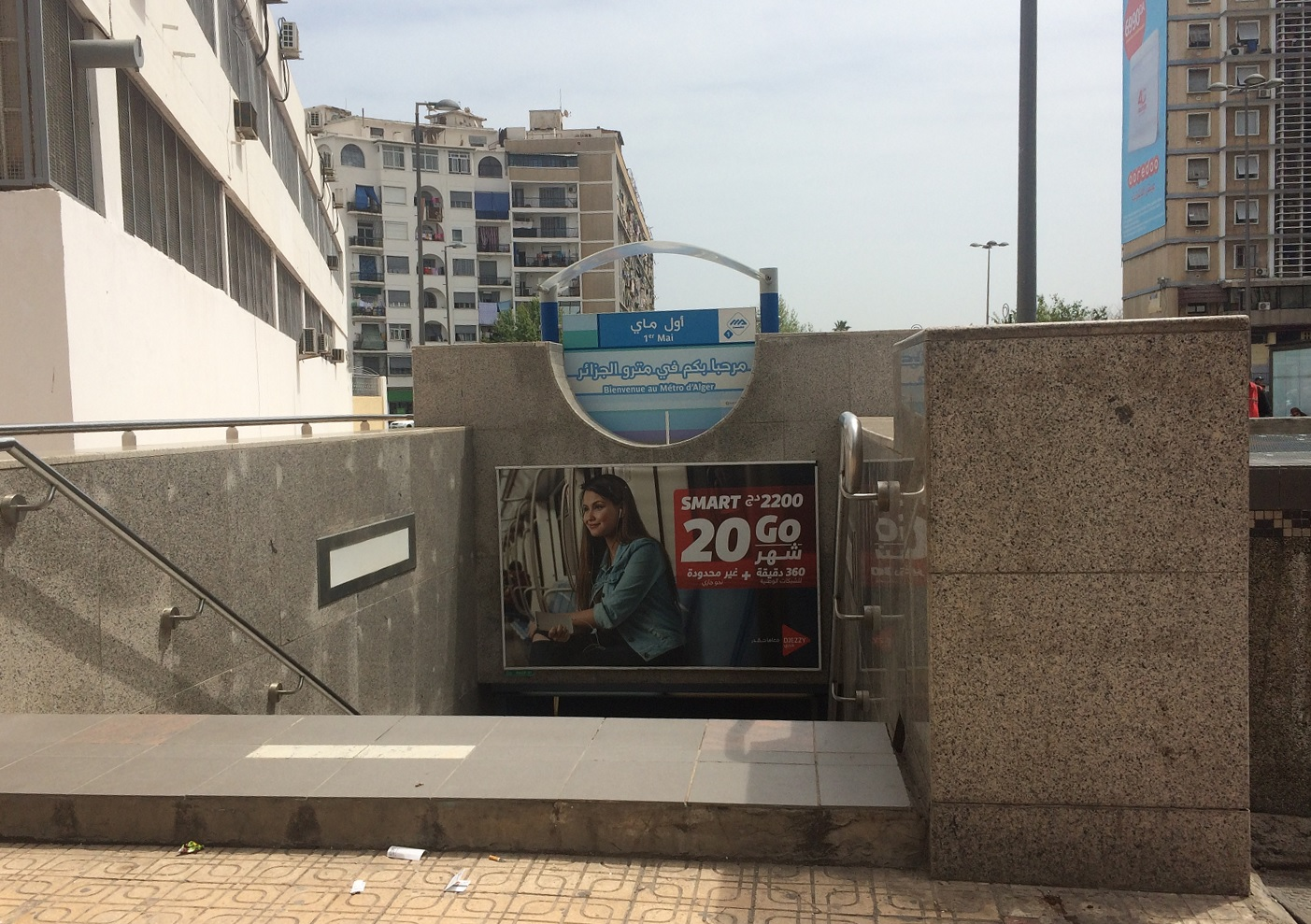
Accès de la station 1er Mai
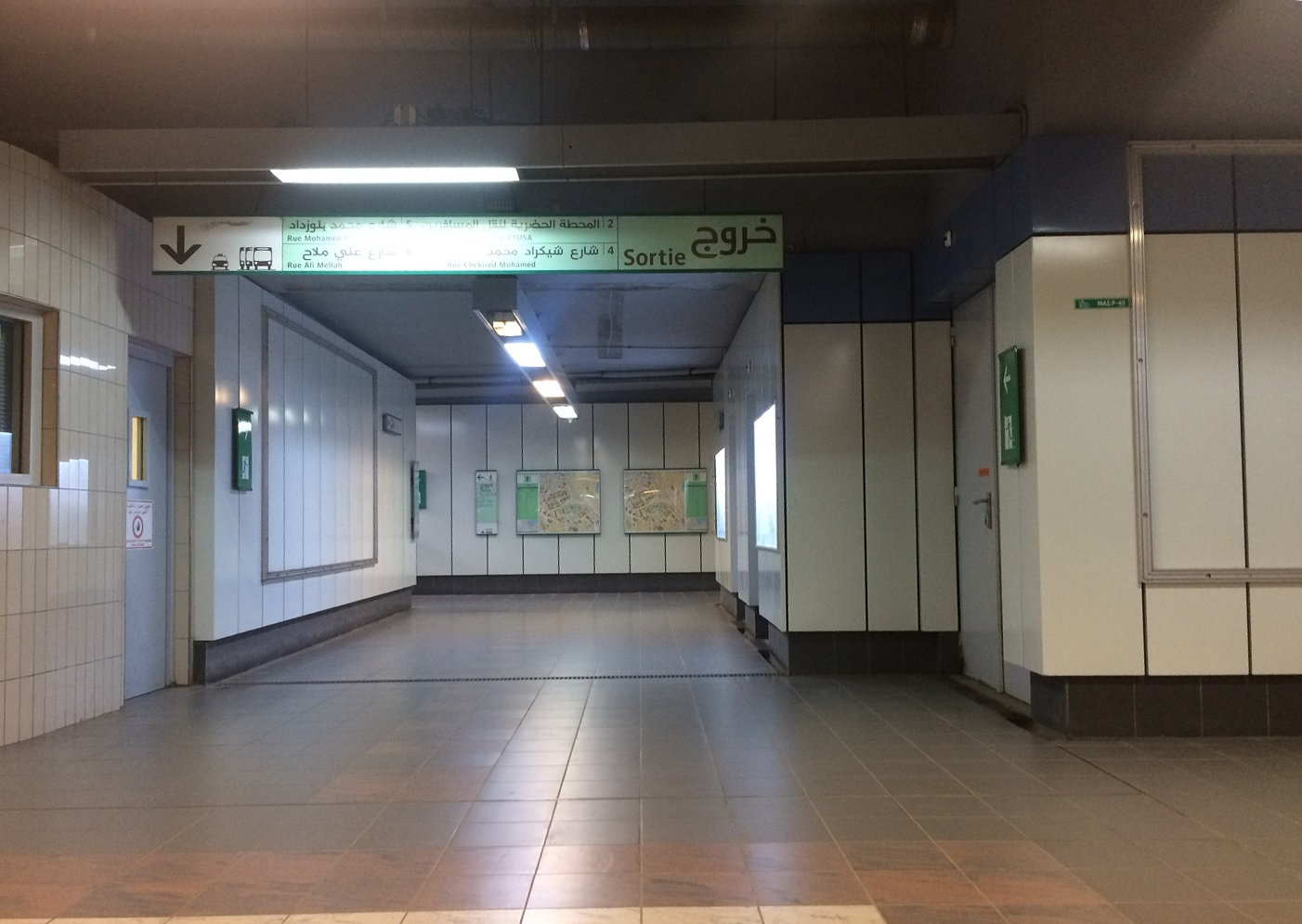
Sorties de la station 1er Mai
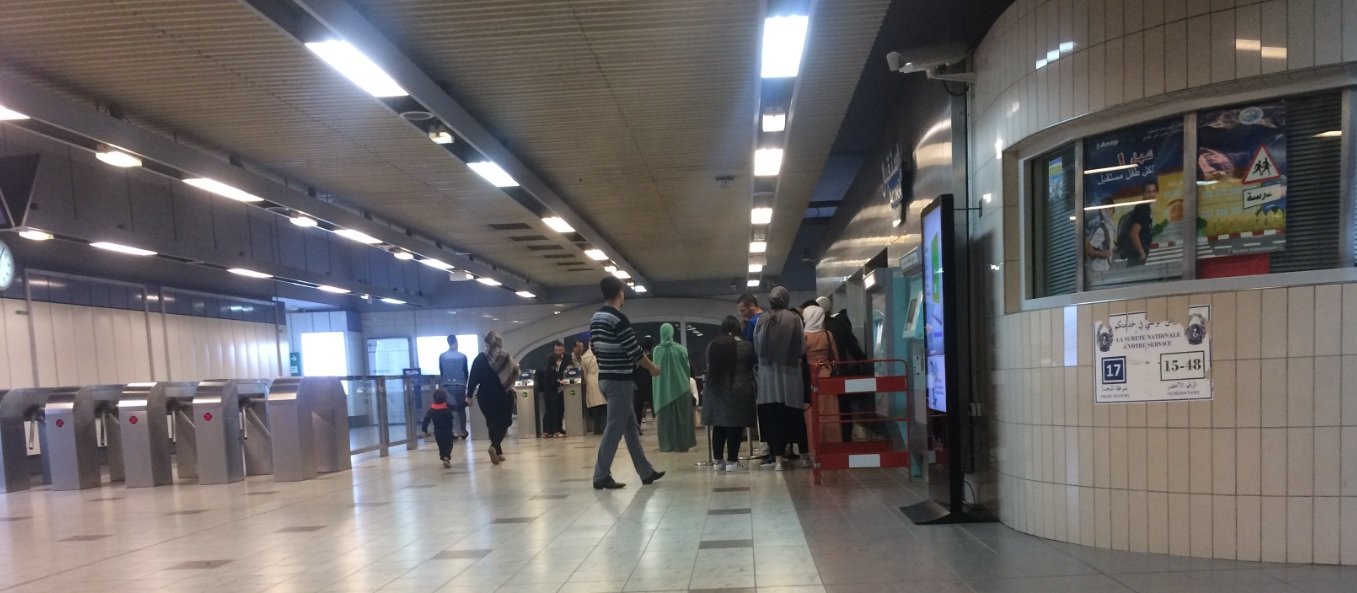
Hall billetterie de la station 1er Mai
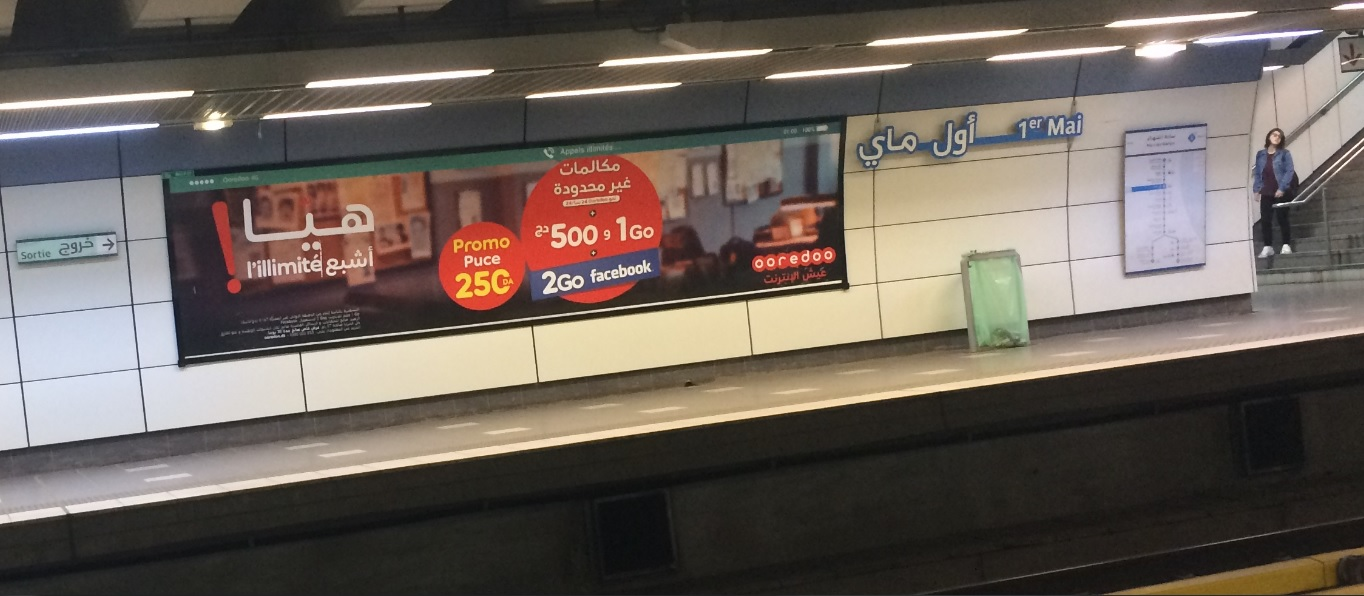
Quai de la station 1er Mai
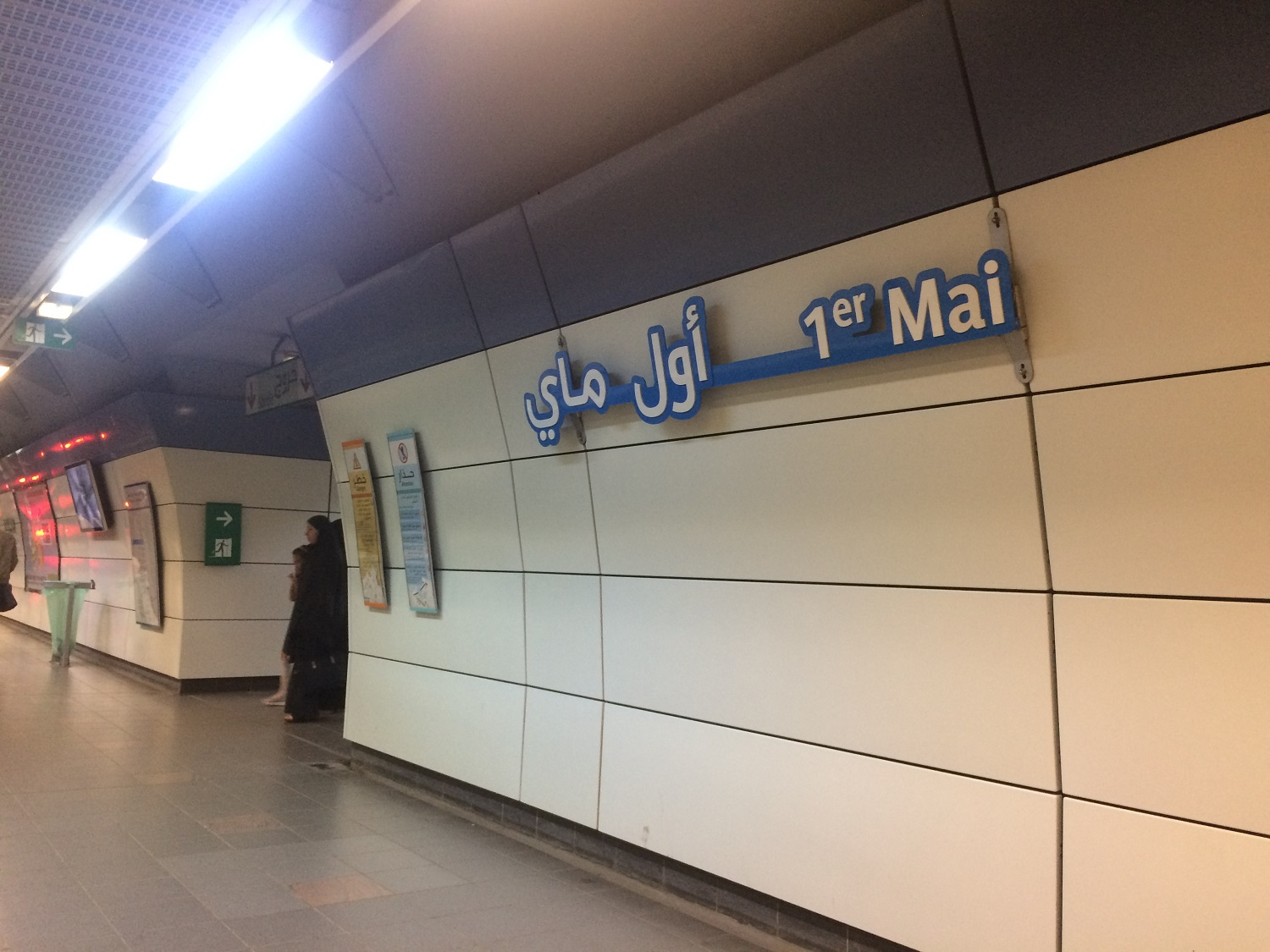
Quai de la station 1er Mai